# Arlington (Ohio)
Arlington – wieś w USA, w stanie Ohio, w hrabstwie Hancock.
Liczba mieszkańców w 2000 roku wynosiła 1 351.